# Neosartorya udagawae
Neosartorya udagawae är en svampart som beskrevs av Y. Horie, Miyaji & Nishim. 1995. Neosartorya udagawae ingår i släktet Neosartorya och familjen Trichocomaceae.   Inga underarter finns listade i Catalogue of Life.